# Helao Nafidi
Helao Nafidi – miasto w Namibii; w regionie Oshana; 19 375 mieszkańców (2011). 